# EP2 (мініальбом Pixies)
EP2 — четвертий мініальбом американського гурту Pixies, який вийшов 3 січня 2014 року.

## Композиції
1. Blue Eyed Hexe — 3:12
2. Magdalena — 3:25
3. Greens and Blues — 3:47
4. Snakes — 3:46